# History Ireland
History Ireland est une revue bimestrielle irlandaise traitant de l'histoire de l'Irlande. Basée à Dublin, elle ne se limite pas à l'État irlandais mais couvre l’ensemble de l’île et les actions des irlandais hors du territoire insulaire.
La revue est publiée sans interruption depuis 1993. Elle est publiée en couleur depuis 2004 et bimensuelle depuis 2005. Son éditeur en 2024 est Tommy Graham, enseignant au Griffith College de Dublin.
La revue édite aussi un site web, www.historyireland.com, et a mis la totalité de ses archives en accès libre.